# Касъм ага
Касъм ага или Касъм бей е едър земевладелец от Корчанско.

## Биография
Роден е в корчанското село Капещица. Живее в паланката Билища, има и жилищна кула в Брезница. Занимава се със золуми и тормози българското население в Корещата, Костурско. С подкрепата на властите и със съгласието на албанските разбойници става постоянен прекупвач на десятъка в североизточната част на областта, а Омер ага от Света Неделя и брат му Нуредин ефенди ограбват югозападната. Затова Вътрешната македоно-одринска революционна организация взима решение за убийството му. Убит е през април 1900 година при село Писодер, като в убийството му участват Коте Христов и Васил Котев. Властите първоначално отдават убийството на лични мотиви, но при Иванчовата афера предателят Иванчо Кичевеца разкрива, че е дело на български революционен комитет и последват множество арести.